# 4269 Bogado
4269 Bogado (1974 FN) là một tiểu hành tinh vành đai chính được phát hiện ngày 22 tháng 3 năm 1974 bởi Carlos Torres ở Cerro El Roble.